# Servizio ferroviario metropolitano di Palermo
Il servizio ferroviario metropolitano di Palermo, gestito da Trenitalia, si articola su due linee che utilizzano le infrastrutture ferroviarie RFI.

## Rete
La rete è costituita da due relazioni regionali:
- Palermo Centrale-Palermo Aeroporto (Passante ferroviario)
- Palermo Notarbartolo-Giachery (Anello ferroviario)

### Linea Palermo Centrale-Aeroporto Punta Raisi
Da Palermo Centrale a Palermo Aeroporto e viceversa il servizio è cadenzato con una corsa ogni mezz'ora (non tutti i treni effettuano tutte le fermate).
A tali vanno aggiunte le corse non cadenzate dirette/provenienti da altre destinazioni regionali che durante il loro passaggio portano la frequenza a tre treni l'ora per direzione.  Nei giorni pre-festivi e festivi le corse sono ridotte

### Linea Palermo Notarbartolo-Giachery
In entrambe le direzioni il servizio è cadenzato con una corsa ogni mezz'ora, in coincidenza a Notarbartolo con i treni per Punta Raisi e Palermo Centrale. Esso è invece sospeso nei giorni festivi.

## Storia
Il servizio ferroviario metropolitano di Palermo venne attivato il 26 maggio 1990 sulla tratta da Palermo Centrale a Giachery. L'opera venne realizzata in occasione del mondiale di calcio dello stesso anno, svolto in Italia, per facilitare gli spostamenti verso lo Stadio della Favorita.

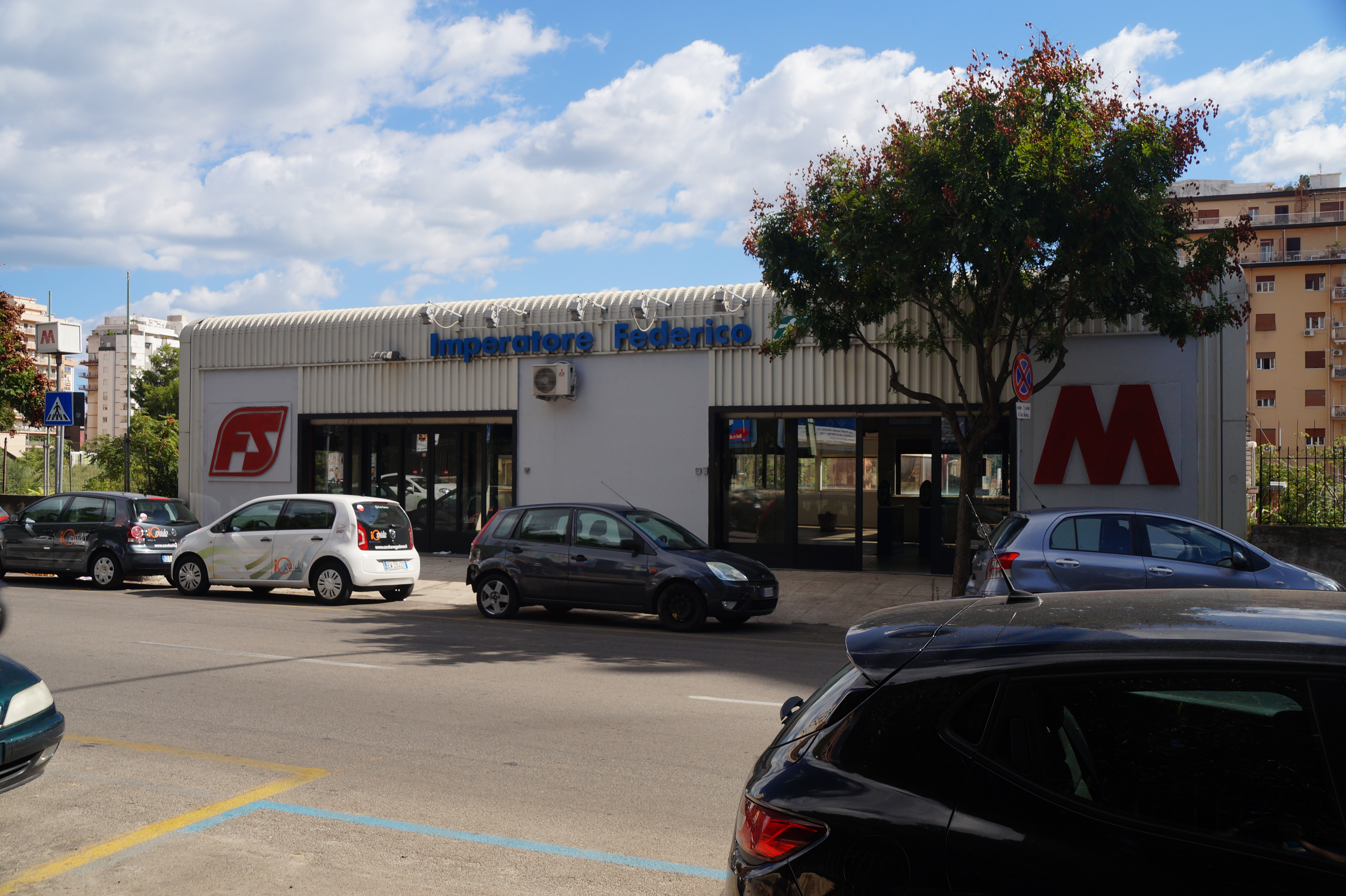
Il fabbricato viaggiatori della stazione di Imperatore Federico

I treni percorrevano il primo tratto (fino a Palermo Notarbartolo) della linea per Trapani già esistente e quindi la linea per il porto anch'essa esistente, sebbene non prevista per il trasporto passeggeri. Sul tracciato furono attivate la nuova stazione di Fiera e, successivamente, le fermate di Vespri, Imperatore Federico e Giachery edificate con moduli prefabbricati, mentre il previsto capolinea all'interno dell'area portuale non fu attivato, per motivi doganali.
Nel novembre del 1992 venne attivata una seconda linea, sui binari della linea per Trapani, da Palermo Notarbartolo a Tommaso Natale, con la stazione intermedia di San Lorenzo Colli. Non essendo la linea elettrificata, vennero utilizzati locomotori a trazione diesel.
Il 15 agosto 1994 su questa tratta vennero attivate le due nuove fermate di Francia e Cardillo-Zen.
Il 22 giugno 2001 venne attivata la stazione di Palazzo Reale-Orleans. Contemporaneamente fu attivata l'elettrificazione da Palermo Notarbartolo a Tommaso Natale.
Qualche mese dopo il servizio venne esteso fino alla stazione di Palermo Aeroporto, percorrendo la nuova diramazione da Piraineto, e la linea per Trapani elettrificata fino a Cinisi-Terrasini.
Nel 2004 vengono sostituiti molti dei mezzi di trasporto con i nuovi Minuetto.
Dal 4 ottobre 2010 al 16 gennaio 2012 la linea per Punta Raisi è stata in funzione, a causa dei lavori per la realizzazione delle nuove stazioni, solo dalla stazione Notarbartolo a Punta Raisi.
Dal 29 giugno 2015 la tratta tra le stazioni di Palermo Notarbartolo e Piraineto è chiusa per consentire i lavori di raddoppio della tratta e interramento dei binari. La riattivazione è avvenuta il 9 agosto 2018 per il collaudo in attesa dell'apertura imminente del servizio commerciale.
Il 17 febbraio 2016 sono state inaugurate le nuove stazioni di Maredolce, Guadagna e Lolli.
Il 7 ottobre 2018 è stato riattivato il servizio dal Palermo Centrale a Palermo Aeroporto. Contestualmente sono state inaugurate le nuove stazioni La Malfa e Sferracavallo e nello stesso giorno tre stazioni che originariamente erano state costruite in superficie sono state inaugurate a livello sotterraneo in trincea: Francia, San Lorenzo e Tommaso Natale. Vengono anche sostituiti molti dei mezzi con i nuovi convogli Jazz.
L'11 settembre 2023 è stata riattivata e messa in servizio la stazione di Orsa, originariamente costruita e attivata formalmente nel 2003, ma mai entrata in effettivo servizio fino a quella data.
Il 5 luglio 2024 è stata inaugurata la nuova fermata di Palermo De Gasperi , mentre il 28 ottobre 2024 è stata inaugurata la nuova fermata di Palermo Libertà .

## Lavori e progetti
Il sistema di trasporto urbano su ferro di Palermo è interessato da importanti lavori di potenziamento e ammodernamento.

### Linea Palermo Centrale-Aeroporto Punta Raisi

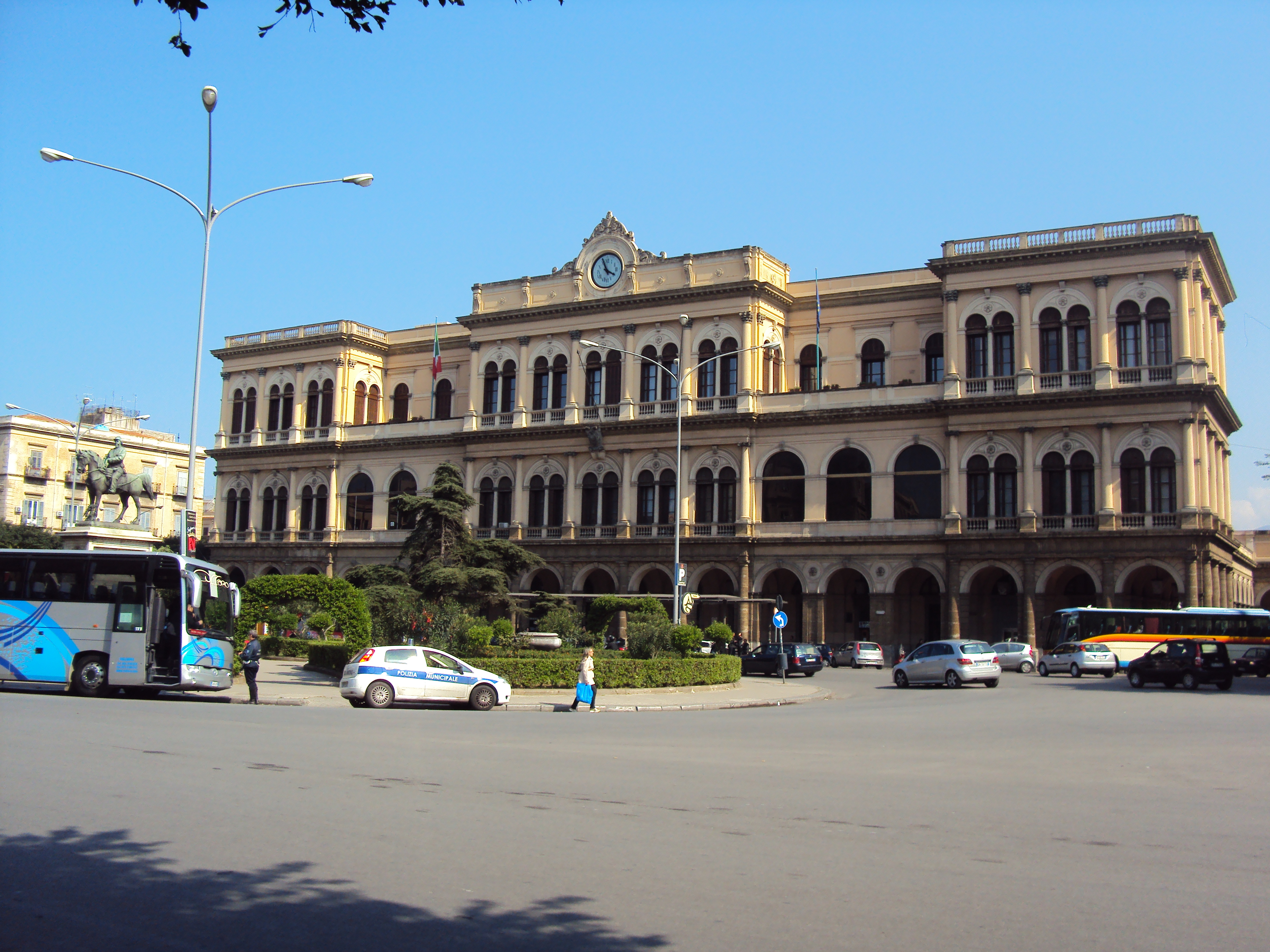
Stazione di Palermo Centrale

Il passante ferroviario è interessato dai lavori di ammodernamento. Questi lavori prevedono:
- il raddoppio, con alcuni tratti in variante, dei binari della ferrovia Palermo-Trapani;
- la costruzione di 3 nuove fermate [16]: Papireto, Lazio, De Gasperi (quest'ultima già in servizio).

Grazie a questi lavori sarà possibile ridurre i tempi di percorrenza lungo tutta la linea. I lavori sono iniziati il 22 febbraio 2008. Le fermate di Guadagna, Maredolce e Lolli sono state attivate il 16 febbraio 2016. L’intera tratta è stata attivata al pubblico il 7 ottobre 2018.

### Linea Palermo Notarbartolo-Giachery

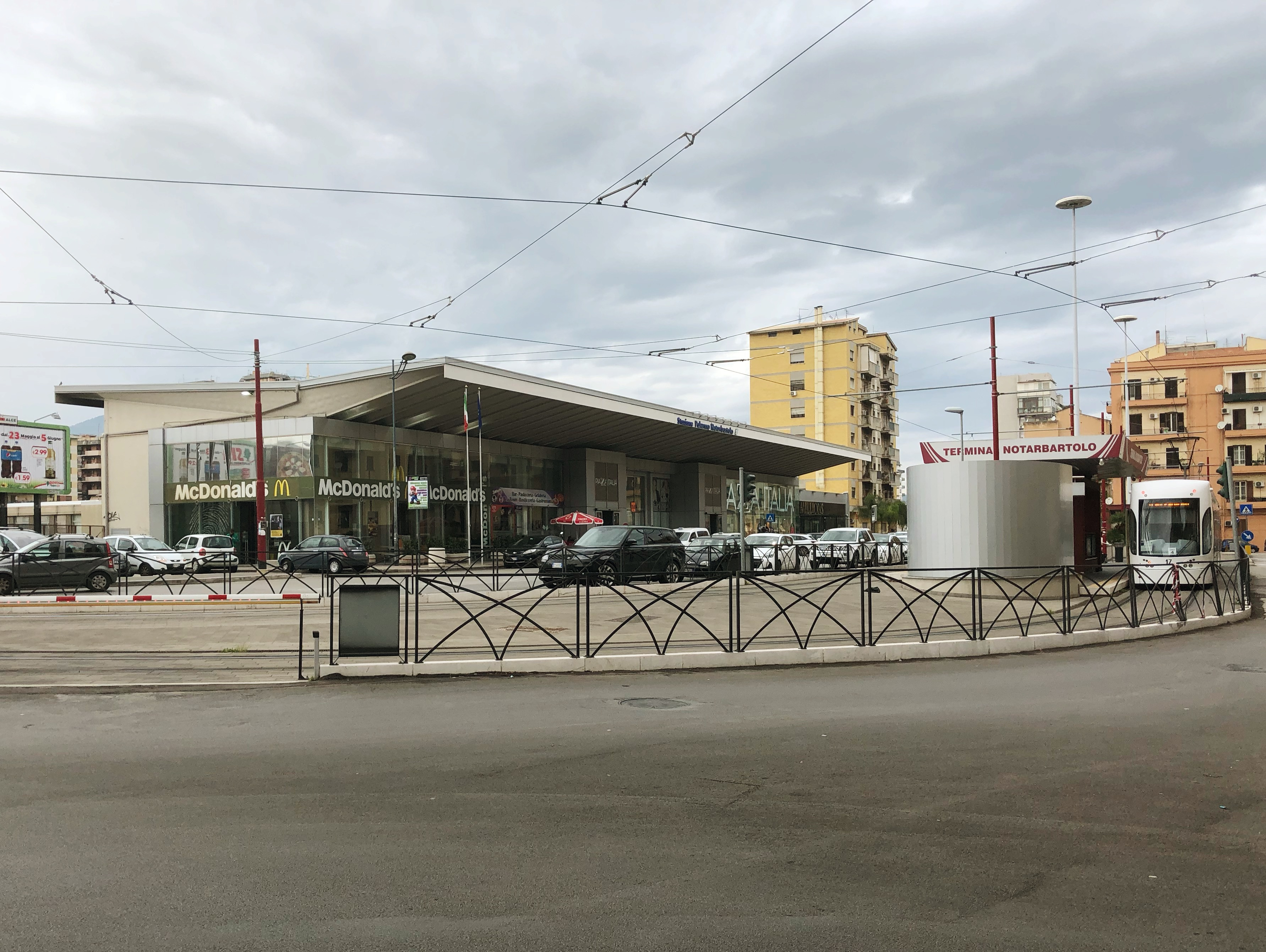
Stazione di Palermo Notarbartolo

Il tragitto è stato già modificato nel 1993 quando ha abbandonato la tratta Centrale - Notarbartolo. La linea verrà trasformata completando la restante tratta ottenendo così un anello completo, prolungandola da piazza Giachery a Notarbartolo con le nuove fermate Porto, Politeama e Malaspina. La nuova tratta sarà interamente in sotterranea.
Data la brevità della tratta non è previsto il raddoppio del binario.
Dopo una fase delicata, i lavori sono cominciati il 21 gennaio 2015 in via Emerico Amari e il 7 maggio 2015 in viale Lazio, viale Campania e via Sicilia.